# Плоское (озеро, Кызылжарский район)
Плоское (каз. Плоское) — озеро в Кызылжарском районе Северо-Казахстанской области Казахстана. Находится к западу от села Глубокое.
По данным топографической съёмки 1940-х годов, площадь поверхности озера составляет 2,12 км². Наибольшая длина озера — 1,9 км, наибольшая ширина — 1,3 км. Длина береговой линии составляет 5,6 км, развитие береговой линии — 1,08. Озеро расположено на высоте 128,6 м над уровнем моря.
По данным обследования 1957 года, площадь поверхности озера составляет 1,8 км². Максимальная глубина — 3,3 м, объём водной массы — 4 млн. м³, общая площадь водосбора — 22,4 км².
Озеро входит в перечень рыбохозяйственных водоёмов местного значения.